# Eino Uusitalo
Eino Oskari Uusitalo (ur. 1 grudnia 1924 w Soini, zm. 19 marca 2015 w Ähtäri) – fiński polityk i rolnik, wieloletni parlamentarzysta, działacz Partii Centrum, minister i wicepremier, w latach 1981–1982 wykonujący obowiązki premiera.

## Życiorys
Kształcił się w szkołach rolniczych, dyplom agronoma uzyskał w 1949. Prowadził własne gospodarstwo rolne, zajmował się również doradztwem rolniczym. Pełnił różne funkcje w samorządzie lokalnym. Działał w Partii Centrum. Z jej ramienia od 1955 do 1983 sprawował mandat posła do Eduskunty.
Od maja do października 1971 w rządzie Ahtiego Karjalainena po raz pierwszy zajmował stanowisko ministra spraw wewnętrznych. Ponownie pełnił tę funkcję od września 1976 do lutego 1982 w gabinetach, którymi kierowali Martti Miettunen, Kalevi Sorsa i Mauno Koivisto. W ostatnim z tych rządów od maja 1979 był jednocześnie wicepremierem. We wrześniu 1981 premier Mauno Koivisto przejął obowiązki schorowanego prezydenta Urha Kekkonena, który wkrótce ustąpił ze stanowiska. Eino Uusitalo przejął natomiast czasowo obowiązki premiera, które wykonywał do lutego 1982, gdy zaprzysiężono kolejny gabinet Kaleviego Sorsy.